# Netabbs.info
netabbs.info（ネタビービーエス）は、かつて存在していた電子掲示板。

## 概要
2004年7月29日に、インターネット電子掲示板群サイトの1つであるZetabbsの管理人である藤井大亮がその閉鎖を明言したために、その運営の手伝いをしていた「B級住人」がスクリプトとログを引き継いだのが始まりである。詳しくは歴史を参照。

## 運営体制
管理人はB級住人である。2ちゃんねるのような削除人制度を採用し、数人の削除人が存在する。

## 特徴
引き継ぐ前のZetabbsの特徴でもあるが、雑談がメインである。何らかの話題・ジャンルに特化しようという動きは管理人にも住人にも見られず、情報交換の場としてのレベルは高いとは言えない。
また、東北地方の総合掲示板であるみちのく掲示板を有する。

## 歴史
- 2003年2月1日、前身であるZetabbsが誕生。
- 2004年7月29日、B級住人がZetabbsからスクリプトとログを引き継ぐ、この時点ではまだnetabbs.infoではなく、bbs.10u.orgというドメイン名であった。
- 2004年8月11日、ドメインnetabbs.infoを取得し、サイト名もnetabbs.infoとなる。
- 2004年8月29日、姉妹サイトerobbs.infoが誕生。
- 2005年4月6日、能力開発板の全てのログをjetabbs.orgに譲渡し閉鎖。
- 2005年5月28日、東海の掲示板及び九州の掲示板管理人であるk-45よりみちのく掲示板のドメイン名とログの譲渡を受け、netabbs.infoとともに運営されることになる。

## 使用スクリプト
0chスクリプトの改造版であるぜろちゃんねるスクリプト for ＠niftyに大幅な改造を加え使用している。